# G 4/5 H
Паровоз G 4/5 H — прусский паровоз типа 1-4-0, выпускавшийся заводами Maffei и George Krauss с 1915 по 1919 гг. Из немецких паровозов типа 1-4-0 G 4/5 H является самым мощным. Конструктивно является дальнейшим развитием паровоза G 4/5 N. 
Всего было выпущено 195 паровозов для Баварских железных дорог, также было выпущено от 10 паровозов для Reichseisenbahnamt и 25 для военных нужд.
После окончания Первой мировой войны, по репарации 48 паровозов попали во Францию, а ещё 13 в Бельгию. Оставшимся 169 паровозам G 4/5 H в 1920-х, в связи с образованием Deutsche Reichsbahn, сменили обозначение серии на 58 и присвоили новые номера: 801–809, 901–1035, 1101–1125. В связи с появлением более мощных паровозов, а также электровозов, в 1933 году началось постепенное исключение данных паровозов из инвентаря. Последний паровоз серии был списан в 1947 году.